# Acuamanala
Acuamanala är en ort i Mexiko.   Den ligger i kommunen Acuamanala de Miguel Hidalgo och delstaten Tlaxcala, i den sydöstra delen av landet, 100 km öster om huvudstaden Mexico City. Acuamanala ligger 2 301 meter över havet och antalet invånare är 1 825.
Terrängen runt Acuamanala är platt åt nordväst, men åt sydost är den kuperad. Terrängen runt Acuamanala sluttar västerut. Runt Acuamanala är det mycket tätbefolkat, med 1 632 invånare per kvadratkilometer. Närmaste större samhälle är Tlaxcala de Xicohtencatl, 10,6 km norr om Acuamanala. I omgivningarna runt Acuamanala växer huvudsakligen savannskog.